# Ayako Uehara
Ayako Uehara (上原彩子) (Takamatsu (Kagawa), 30 juli 1980) is een Japans pianiste.

## Loopbaan
Uehara won in 2000 de tweede prijs van de Sydney International Piano Competition. In 2002 won ze het Internationaal Tsjaikovski-concours.
In 2003 maakte ze haar debuut in Londen in de Wigmore Hall en in het seizoen 2005/06 haar debuut bij het London Symphony Orchestra onder Rafael Fruhbeck de Burgos.
Ze trad op met het Orchestre de la Suisse Romande, de Wiener Symphoniker onder leiding van Fabio Luisi, het Russisch Nationaal Orkest met Michail Pletnev en het Toscanini Philharmonisch Orkest met Lorin Maazel.
Uehara heeft cd's opgenomen bij EMI met werken van Tsjaikovski, Moessorgski, Prokofjev en liveopnamen van haar optreden tijdens het Internationaal Tsjaikovski-concours.
- Gemeinsame Normdatei: 135362512
- International Standard Name Identifier: 0000 0000 5554 1518
- Library of Congress Control Number: no2004116647
- MusicBrainz: 18f75891-8243-4019-a6b3-26b082bd30ce
- Virtual International Authority File: 71113546
- WorldCat: E39PBJvH7PrQC8GHRRq6JmP84q